# Drept execuțional penal
Dreptul execuțional penal este ramura de drept ce privește procedura prin care sentința dată unui infractor este pusă în aplicare (executată). 
Dreptul execuțional penal este strâns legat de dreptul penal. În concepția mai multor juriști, însă, acesta necesită văzut ca o ramură distinctă de drept, una ce prezintă norme juridice, specifice, privitoare la regimul de executare al sanțiunilor de drept penal, atribuțiile organelor implicate în soluționarea raporturilor juridice de drept execuțional penal, drepturile prizonierilor, etc.